# ウィルドマー
ウィルドマー（Wildomar）は、アメリカ合衆国カリフォルニア州のリバーサイド郡にある都市。人口は3万6875人（2020年）。ロサンゼルスの郊外都市である。

## 歴史
名称は初期の入植者3人の名前を組み合わせたものである。Williamのウィル、Donaldのド、Margaretのマーである。サンタフェ鉄道の駅があり鉄道の町として発展したが、度々洪水が発生し線路や橋が流される被害を受けたため、復旧を断念し鉄道を廃線することになった。1935年の廃線後は町の経済は停滞した。
1980年代、州間高速道路15号線の建設によってウィルドマーの経済は復活した。住宅開発が活発になり人口が急増した。2008年に法人化し「ウィルドマー市」が誕生した。

## 地理

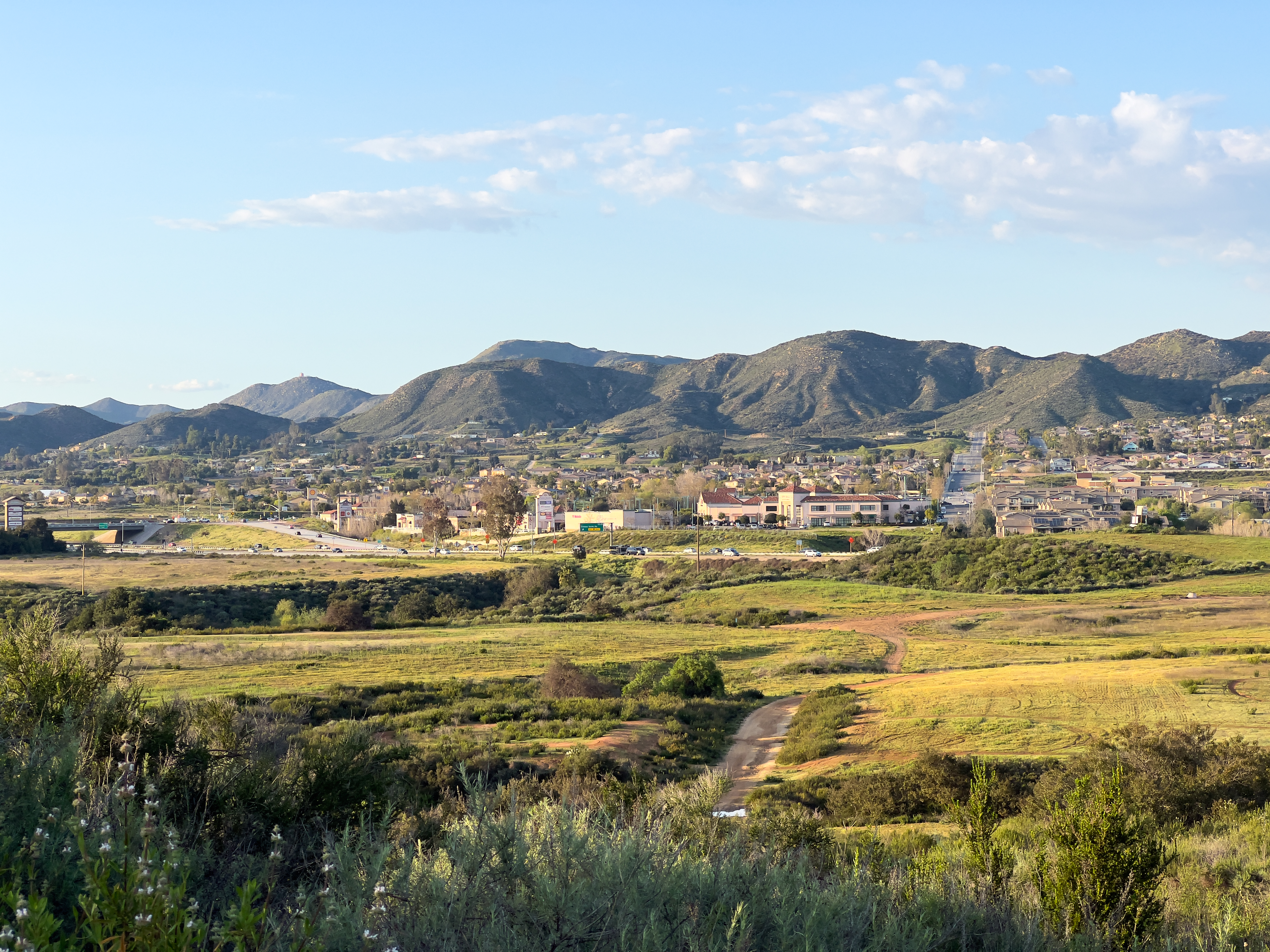
ウィルドマー遠望

ウィルドマーは北側でレイク・エルシノア、
南側でマリエータと隣接している。